# Alldeles i närheten
Alldeles i närheten, svensk/dansk film från 2000 baserad på Martha Christensens roman Her i nærheden: fortællinger.

## Handling
Handlar om en mors kärlek till hennes autistiske son. När en flicka hittas mördad i en park alldeles i närheten där de bor, döljer mamman sina misstankar om att hennes son kan vara mördaren.

## Om filmen
Hade urpremiär i Danmark 2000 och visades på SVT2 den 12 juli 2003.

## Rollista
- Ghita Nørby
- Thure Lindhardt
- Frits Helmuth
- Henning Moritzen
- Magnus Stahl Jacobsen
- Bodil Lindorff
- Hannah Bjarnhof
- Sarah Boberg
- Thomas Bo Larsen
- Pia Vieth

## Utmärkelser
- 2000 - Camerimage, Eric Kress (foto), Special Award of the President of Polish State Film Committee
- 2000 - Hollywood Discovery Award, Kaspar Rostrup, Bästa europeiska spelfilm
- 2001 - Rouen Nordic Film Festival, Ghita Nørby, Bästa skådespelerska